# Hopeless Records
Hopeless Records – niezależna wytwórnia płytowa zlokalizowana w Van Nuys, Los Angeles, w stanie Kalifornia. Wytwórnia ruszyła w 1993 roku dzięki Louisowi Posenowi, a jest finansowana przez grupę prywatnych inwestorów. Artyści nagrywający muzykę w Hopeless Records grają punk rocka, pop punk albo rock alternatywny, z elementami różnych gatunków heavy metalu.

## Artyści

### Obecni
- Anarbor
- Against All Authority
- Andy Shauf
- Coldrain
- Damion Suomi
- The Dangerous Summer
- Guttermouth
- The Human Abstract
- Mustard Plug
- Nural
- Samiam
- There For Tomorrow
- Silverstein
- We Are the In Crowd
- With Confidence
- Yellowcard

### Byli
- 88 Fingers Louie
- Amber Pacific
- All Time Low
- Atom And His Package
- Avenged Sevenfold
- Brazil
- Break The Silence
- Common Rider
- Digger
- Dillinger Four
- Ever We Fall (Broke Up)
- Heckle
- Kaddisfly
- Falling Sickness
- Fifteen
- Funeral Oration
- Jeff Ott
- The Nobodys
- Nural
- The Queers
- Royden
- Scared Of Chaka
- Schlong
- Selby Tigers
- The Story So Far
- Thrice
- The Weakerthans

## Składanki
- Hopelessly Devoted to You Vol. 1
- Hopelessly Devoted to You Too Vol. 2
- Hopelessly Devoted to You Vol. 3
- Hopelessly Devoted to You Vol. 4
- Hopelessly Devoted to You Vol. 5
- Hopelessly Devoted to You Vol. 6
- Hopelessly Devoted to You Vol. 7
- Take Action! Vol. 1
- Take Action! Vol. 2
- Take Action! Vol. 3
- Take Action! Vol. 4
- Take Action! Vol. 5
- Take Action! Vol. 6
- Take Action! Vol. 7 - March 4, 2008
- Take Action! Vol. 8
- I'm So Hopeless You're So Hopeless